# Dean Klafurić
Dean Klafurić (Zágráb, 1972. július 26. –) horvát labdarúgóedző.

## Edzői pályafutása
Klafurić 2009 és 2012 között a horvát női labdarúgó-válogatott szövetségi kapitányi pozícióját töltötte be. 2012 és 2015 között a horvát élvonalbeli Dinamo Zagreb utánpótlásában tevékenykedett mint edző, 2015-ben rövid ideig a felnőtt csapat másodedzője volt. 2017-ben a Gorica vezetőedzője lett. 2018-ban a Legia Warszawa vezetőedzőjeként lengyel bajnoki- és kupagyőzelmet ünnepelt. 2022 október óta a magyar élvonalbeli Budapest Honvéd vezetőedzője.

## Sikerei, díjai
Legia Warszawa
- Lengyel bajnok (1): 2017–18
- Lengyel kupa (1): 2018